# Solofa Fatu
Solofa Fatu jr. (San Francisco, 11 oktober 1965), beter bekend als Rikishi, is een Amerikaans professioneel worstelaar die werkzaam was bij World Wrestling Entertainment (WWE) en Total Nonstop Action Wrestling (TNA).

## Carrière
Hoewel Solofa in Amerika is geboren en opgevoed, ligt zijn hart toch bij de eilanden van Samoa. Zijn ouders zijn er geboren en veel familie woont er nog steeds. Hij is de oudere broer van de reeds overleden Edward Fatu, die beter bekendstond als Umaga. Daarnaast is hij de vader van Jonathan Fatu en Joshua Fatu, bekend als The Usos

## In worstelen
- Afwerking bewegingen
  - Banzai Drop / Rump Shaker (Seated senton)
  - Camel clutch
  - Diving splash
  - Rikishi Driver / Over the shoulder reverse piledriver
  - Chokeslam – TNA

- Kenmerkende bewegingen
  - Headbutt
  - Samoan drop
  - Savate kick
  - Side belly to belly suplex

- Managers
  - Paul E. Dangerously
  - Oliver Humperdink
  - Afa
  - Captain Lou Albano
  - The Iron Sheik
  - Bob Backlund
  - Buddy Roberts

## Erelijst
- Power Pro Wrestling (Memphis)
  - PPW Heavyweight Championship (1 keer)

- Pro Wrestling Illustrated
  - PWI Comeback of the Year (2000)

- Universal Wrestling Association
  - UWA World Trios Championship (1 keer met Kokina Maximus en The Samoan Savage)

- World Class Wrestling Association
  - WCWA Texas Tag Team Championship (1 keer met Samu)
  - WCWA World Tag Team Championship (3 keer met Samu)

- World Wrestling Council
  - WWC Caribbean Tag Team Championship (1 keer met Samu)

- World Wrestling Federation / World Wrestling Entertainment
  - WWE Tag Team Championship (1 keer Scotty 2 Hotty)
  - WWF Intercontinental Championship (1 keer)
  - WWE World Tag Team Championship (2 keer; 1x met Samu en 1x met Rico)